# San Manuel (Arizona)
San Manuel és una concentració de població designada pel cens dels Estats Units a l'estat d'Arizona. Segons el cens del 2000 tenia 4.375 habitants.

## Demografia
Segons el cens del 2000, San Manuel tenia 4.375 habitants, 1.458 habitatges, i 1.204 famílies La densitat de població era de 80,9 habitants/km².
Dels 1.458 habitatges en un 43,1% hi vivien nens de menys de 18 anys, en un 66,3% hi vivien parelles casades, en un 10,6% dones solteres, i en un 17,4% no eren unitats familiars. En el 15% dels habitatges hi vivien persones soles el 6,7% de les quals corresponia a persones de 65 anys o més que vivien soles. El nombre mitjà de persones vivint en cada habitatge era de 3 i el nombre mitjà de persones que vivien en cada família era de 3,31.
Per edats la població es repartia de la següent manera: un 32,6% tenia menys de 18 anys, un 8,8% entre 18 i 24, un 27% entre 25 i 44, un 21,1% de 45 a 60 i un 10,5% 65 anys o més.
L'edat mediana era de 32 anys. Per cada 100 dones de 18 o més anys hi havia 98,1 homes.
La renda mediana per habitatge era de 40.019 $ i la renda mediana per família de 42.563 $. Els homes tenien una renda mediana de 36.463 $ mentre que les dones 21.304 $. La renda per capita de la població era de 16.534 $. Aproximadament el 10,3% de les famílies i el 12,8% de la població estaven per davall del llindar de pobresa.

## Poblacions més properes
El següent diagrama mostra les poblacions més properes.